# Donisthorpe
Donisthorpe è un paese della contea del Leicestershire, in Inghilterra.